# Триметилхлорметилсилан
Триметилхлорметилсилан — химическое соединение,
алкил- и хлорпроизводное моносилана с формулой (CH3)3SiCH2Cl,
бесцветная жидкость.

## Получение
- Реакция Гриньяра диметилхлорметилхлорсилана и метилмагнийхлорида:

{\displaystyle {\mathsf {(CH_{3})_{2}(CH_{2}Cl)SiCl+CH_{3}MgCl\ {\xrightarrow {}}\ (CH_{3})_{3}SiCH_{2}Cl+MgCl_{2}}}}

## Физические свойства
Триметилхлорметилсилан образует бесцветную жидкость.
Растворяется в инертных органических растворителях,
плохо растворяется в воде.